# 鮑爾斯維爾 (喬治亞州)
鮑爾斯維爾（英語：Bowersville）是一個位於美國喬治亞州哈特縣的城鎮。

## 地理
鮑爾斯維爾的座標為33°22′19″N 83°04′57″W / 33.37194°N 83.08250°W，而該地的平均海拔高度為280米（即919英尺）。

## 人口
根據2010年美國人口普查的數據，鮑爾斯維爾的面積為8.00平方千米，當中陸地面積為8.00平方千米，而水域面積為8.00平方千米。當地共有人口465人，而人口密度為每平方千米58人。